# Byram (Connecticut)
Byram es un lugar designado por el censo ubicado en el condado de Fairfield en el estado estadounidense de Connecticut. En el año 2010 tenía una población de 8.254 habitantes.

## Geografía
Byram se encuentra ubicada en las coordenadas 41°00′15″N 73°39′13″O / 41.00417, -73.65361.